# Roland (trein)
De Roland was tot 1980 een Europese internationale trein voor de verbinding Bremen - Milaan. De middeleeuwse Roland is het symbool van de Hanzestad Bremen.

## Deutsche Reichsbahn
In 1939 introduceerde de Reichsbahn de FD 43/44 Roland op het traject Bremen - Hannover - Wurzburg - Frankfurt am Main - Basel SBB. De dienst werd uitgevoerd met toen zeer moderne dieseltreinstellen. In Hannover bestond aansluiting op de Blauer Enzian, zodat ook tussen Bremen en München een snelle verbinding beschikbaar was. In Wurzburg was een aansluiting met de Donaukurier voor de verbinding met Wenen. De treindienst werd tijdens de Tweede Wereldoorlog gestaakt.

## Deutsche Bundesbahn

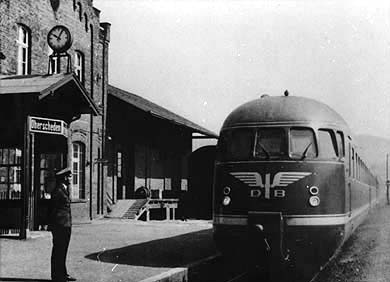
De Roland in 1952

In 1952 is de Roland als sneltrein tussen Bremen en Bazel door de Deutsche Bundesbahn weer in de dienstregeling opgenomen. De dienst werd uitgevoerd met treinstellen van het type VT 08. In 1963 werd overgeschakeld op getrokken rijtuigen, in eerste instantie als experiment maar vanaf 1965 definitief. In 1965 ontstond in Basel SBB een overstap mogelijkheid op de TEE Rheingold voor de richting Genève en op de doorgaande rijtuigen naar Milaan die door de Rheingold werden meegevoerd. Later is het traject van de Roland ingekort tot Mannheim waar ook op de TEE Rheingold kon worden overgestapt.

## Trans Europ Express
Op 1 juni 1969 werd het traject weer verlengd met Bazel - Luzern - Gotthard - Milaan en werd de Roland in het TEE-net opgenomen. De TEE dienst startte met de treinnummers TEE 78 naar het zuiden en TEE 79 naar het noorden. Op 23 mei 1971 werd de Europese treinnummering ingevoerd en veranderde TEE 78 in TEE 75 en TEE 79 in TEE 74.

### Rollend materieel
De treindienst werd verzorgd door elektrische tractie met getrokken rijtuigen.

#### Tractie
In Duitsland werd de trein in de eerste twee jaar getrokken door de serie 112, daarna door de serie 103. In Zwitserland werd de trein getrokken door locomotieven van het type Re 4/4 II TEE. Tijdens de nooddienstregeling in april 1975 fungeerde een Ae 6/6 als trekkracht tussen Domodossola en Bazel. In Italië werd de trein getrokken door een E656.

#### Rijtuigen
Als rijtuigen werden de, vanaf 1964 gebouwde vervolgseries type Rheingold ingezet. De TEE Rheingold en de TEE Rheinpfeil beschikten over uitzichtrijtuig, maar de Roland kreeg een servicerijtuig met Bar, treintelefoon en werkcoupés. De maximumsnelheid van de rijtuigen, en dus ook van de trein, was 200 km/u.

### Route en dienstregeling
De eerste twee jaar werd tussen Frankfurt am Main en Karlsruhe gestopt in Heidelberg, met ingang van 23 mei 1971 werd Heidelberg vervangen door Mannheim.
| TEE 75 | land        | station                 | km   | TEE 74 |
| ------ | ----------- | ----------------------- | ---- | ------ |
| 08:23  | Duitsland   | Bremen Hbf              | 0    | 21:48  |
| 09:18  | Duitsland   | Hannover Hbf            | 122  | 20:54  |
| 10:09  | Duitsland   | Göttingen               | 293  | 19:49  |
| **:**  | Duitsland   | Fulda                   | 367  | 18:31  |
| 12:26  | Duitsland   | Frankfurt (Main) Hbf    | 471  | 17:36  |
| 13:16  | Duitsland   | Mannheim Hbf            | 552  | 16:49  |
| 13:45  | Duitsland   | Karlsruhe Hbf           | 613  | 16:15  |
| 13:59  | Duitsland   | Baden Oos               | 645  | 15:59  |
| 14:45  | Duitsland   | Freiburg (Breisgau) Hbf | 747  | 15:14  |
| 15:18  | Duitsland   | Basel Badischer Bahnhof | 799  | 14:43  |
| 15:58  | Zwitserland | Basel SBB               | 804  | 14:25  |
| 17:00  | Zwitserland | Luzern                  | 900  | 13:23  |
| 19:15  | Zwitserland | Bellinzona              | 1070 | 11:06  |
| 19:42  | Zwitserland | Lugano                  | 1099 | 10:41  |
| 20:05  | Zwitserland | Chiasso                 | 1125 | 10:19  |
| 21:23  | Italië      | Como                    | 1130 | 11:01  |
| 22:00  | Italië      | Milano Centrale         | 1176 | 10:26  |

Let op dat het destijds in Italië één uur later was dan in Zwitserland
Vanaf 26 september 1971 werd ook in noord-zuidrichting gestopt in Fulda en werd de stop in Baden Oos vervangen door een stop in Offenburg.

### Natuurgeweld
In de ochtend van 5 april 1975 werd de Gotthardspoorlijn, tussen de stations Wassen en Göschenen in kanton Uri, getroffen door een lawine. TEE 74 uit Milaan moest worden omgeleid via de Lötschbergspoorlijn, het vertrek uit Domodossola kon pas om 13:38 uur plaatsvinden en de trein kwam die dag pas om 23:59 in Bremen aan. 's middags waren de opruimwerkzaamheden zover dat TEE 75 z'n normale route kon volgen. De volgende ochtend werd de Gotthardspoorlijn getroffen door vier nieuwe lawines en werd het treinverkeer in kanton Uri tot 10 april 1975 stilgelegd. De TEE Roland reed toen volgens een nooddienstregeling via de Lötschbergtunnel. In verband met het overige treinverkeer was in Brig een pauze van tien minuten voor TEE 75 en 6 minuten voor TEE 74. In Spiez had TEE 74 nog een pauze van 11 minuten. In de tabel staan de aankomsttijden, in Italië was het één uur later dan in Zwitserland, de echte rijtijd tussen Brig en Domodossola is ongeveer
een half uur.
| TEE 75     | land        | station         | km   | TEE 74 |
| ---------- | ----------- | --------------- | ---- | ------ |
| 15:58      | Zwitserland | Basel SBB       | 804  | 14:58  |
| 16:23      | Zwitserland | Olten           | 843  | 14:23  |
| 17:27      | Zwitserland | Thun            | 940  | 13:09  |
| 17:39      | Zwitserland | Spiez           | 955  | 12:02  |
| Lötschberg |             |                 |      |        |
| 18:49      | Zwitserland | Brig            | 1056 | 10:43  |
| Simplon    |             |                 |      |        |
| 20:30      | Italië      | Domodossola     | 1088 | 11:06  |
| 22:00      | Italië      | Milano Centrale | 1213 | 09:26  |

Op 26 mei 1979 is het traject gewijzigd in Bremen - Stuttgart, waarbij vanaf Mannheim via Heidelberg naar Stuttgart werd gereden. De trein reed alleen op werkdagen en reed onder nummer TEE 91 naar het zuiden en onder nummer TEE 90 naar het noorden. Op 30 mei 1980 is de exploitatie van de Roland als TEE gestaakt. De treindienst is in 1981 voortgezet als Intercity.

## InterCity
Op 31 mei 1981 keerde de Roland terug in de dienstregeling, nu als InterCity (IC 572-573) met twee klassen, op het oorspronkelijke traject uit 1939. Op 2 juni 1985 werd het noordelijke eindpunt gewijzigd in Hamburg Hbf en werd het traject aan de zuidkant ingekort tot Frankfurt am Main, hierbij kreeg de Roland de treinnummers IC 502-503. In 1989 volgde een totale route wijziging vanaf 29 mei reed de Roland onder de nummers IC 638-639 tussen Hamburg en Keulen. Op 31 mei 1992 volgde weer een routewijziging, het deel tussen Keulen en Bremen verviel terwijl ten oosten van Hamburg werd doorgereden naar Berlijn, nu met de treinnummers IC 642-643. Op 23 mei 1993 volgde nog een verlenging in westelijke richting tot Oldenburg. Op 26 september 1998 is de Roland uit de dienstregeling genomen.

## Afbeeldingen

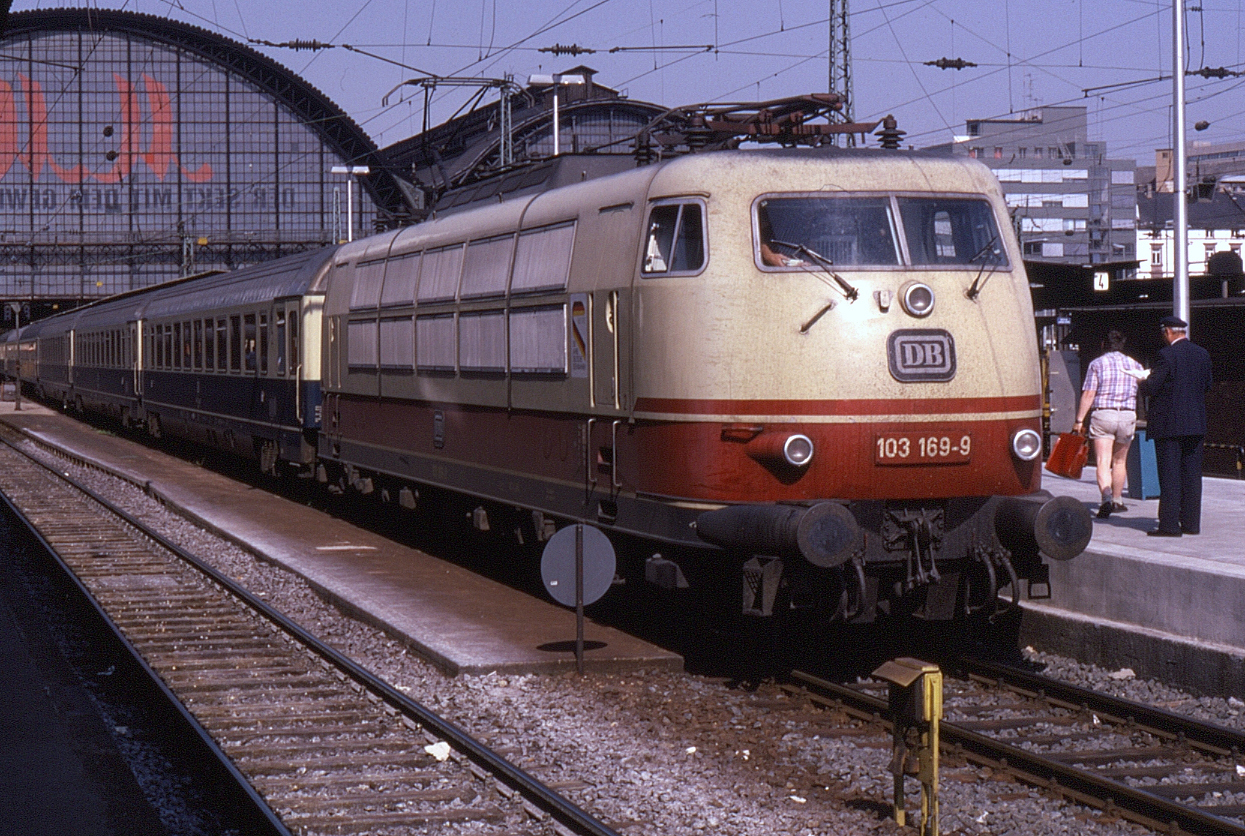
DB Baureihe 103 in Frankfurt
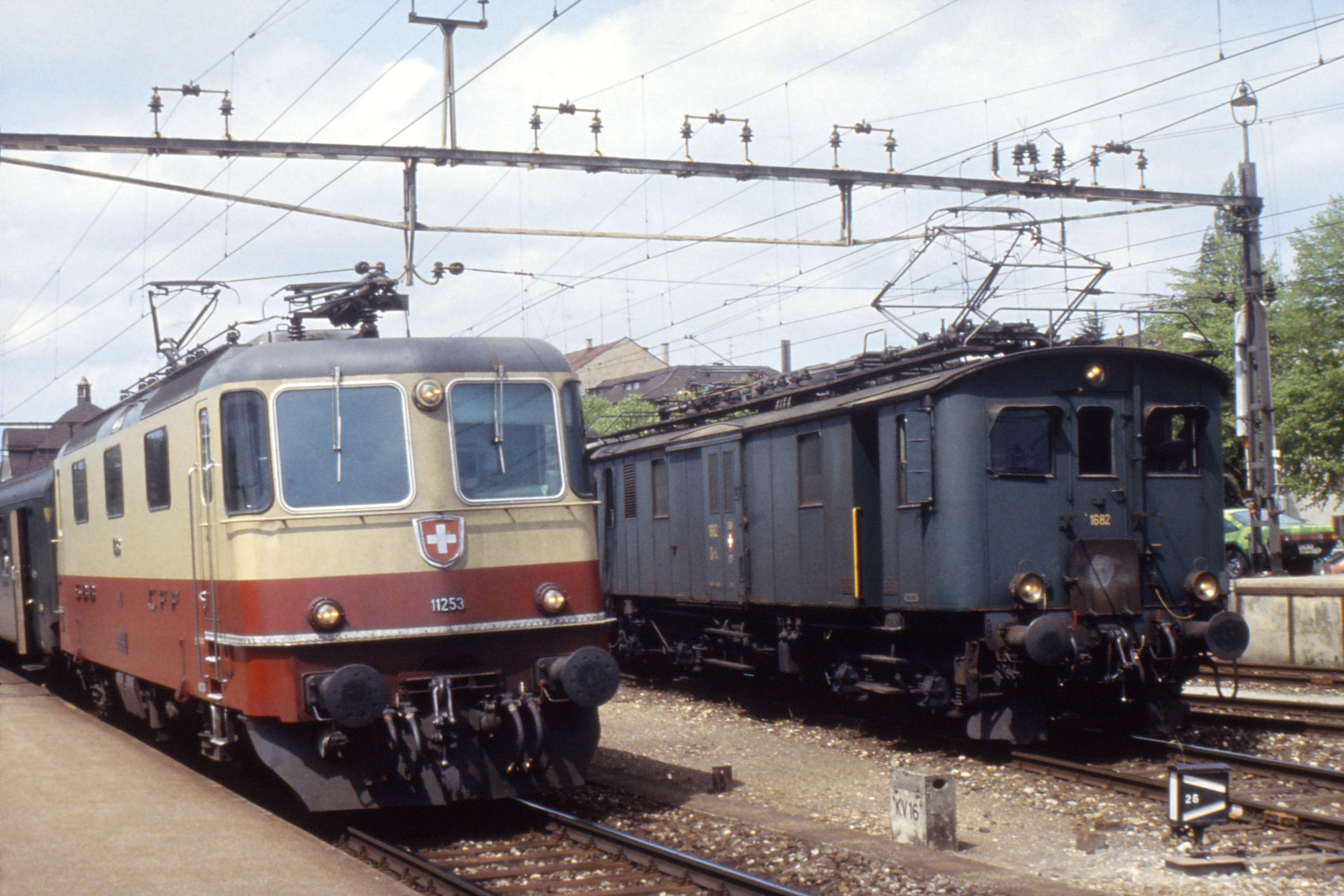
SBB Re 4/4 II
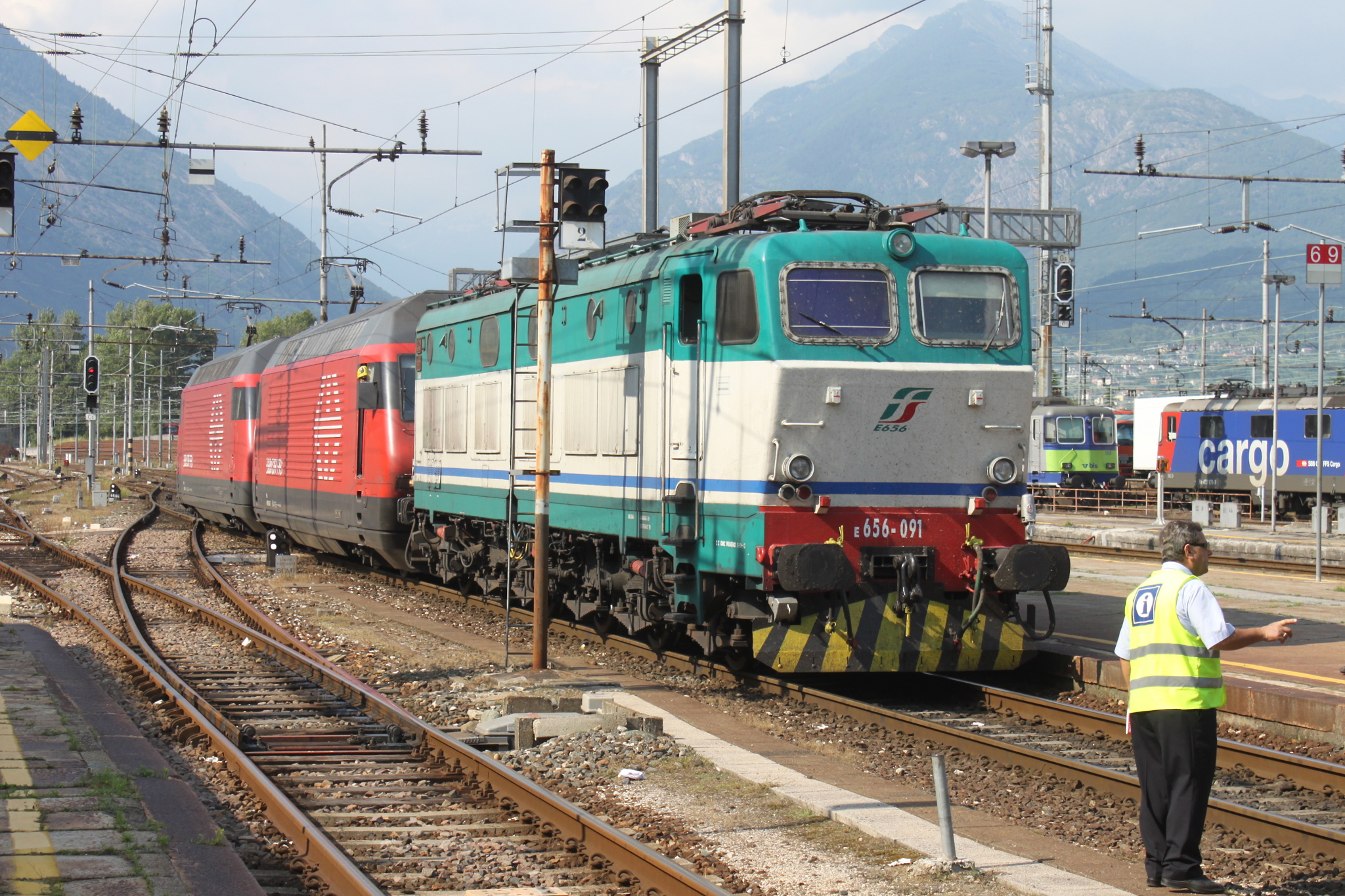
FS E656